# Single-Hop Technologie

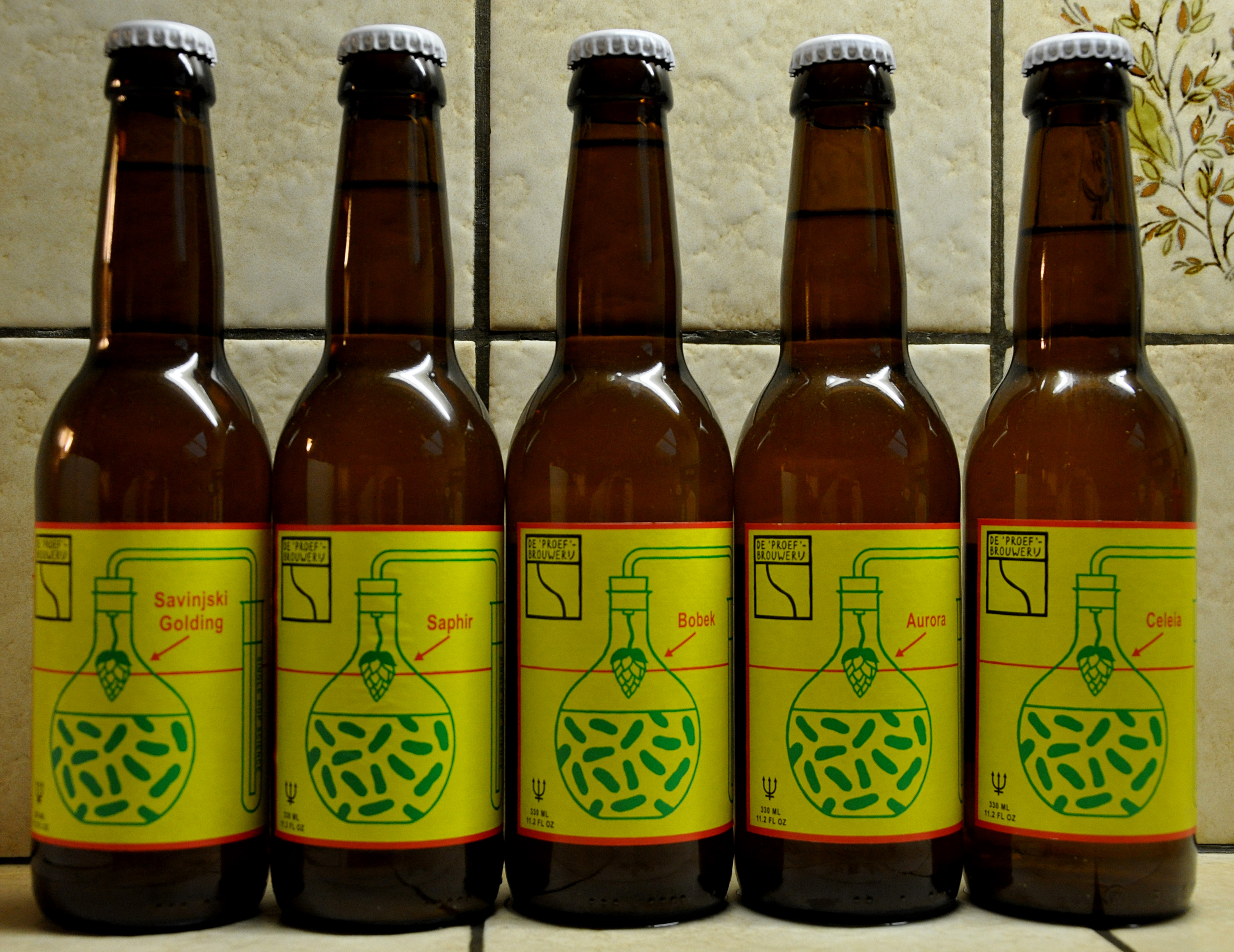
Single Hop Science bieren

Single-Hop Technologie is en Belgisch project waarbij hop in al zijn facetten bestudeerd wordt, zowel tijdens de processing (drogen, bewaren en omzetten naar pellets) als tijdens het brouwen. 
Dit project is een initiatief van de Proefbrouwerij te Hijfte (Lochristi) en loopt in samenwerking met KaHo Sint-Lieven te Gent en Emeritus Prof. Dr. Denis De Keukeleire, die een autoriteit is op het gebied van hoponderzoek. Het project kreeg de financiële steun van het IWT (Agentschap voor Innovatie door Wetenschap en Technologie).
Het project ging van start in 2010 en loopt over drie oogstjaren waarbij 20 verschillende hopvariëteiten, zowel uit de Verenigde Staten als uit Europa opgevolgd worden. Op het tweejaarlijks internationaal symposium Trends in Brewing te Gent in 2012 en op het European Brewery Convention congres in 2013 te Luxemburg werden de eerste tussentijdse resultaten voorgesteld.

## Single Hop Science

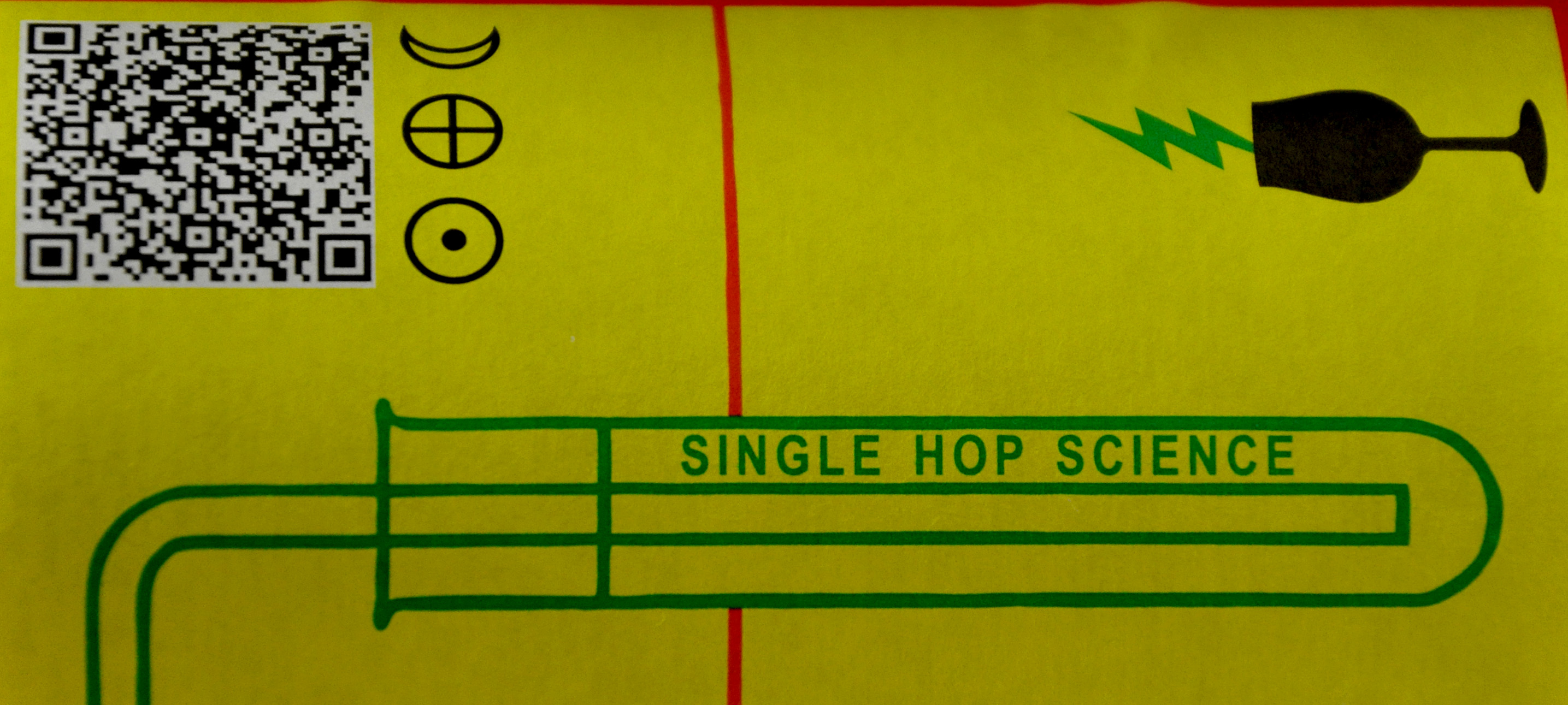

Single Hop Science maakt onderdeel uit van het Single-Hop Technologie project. In het kader van dit project worden een reeks bieren gebrouwen volgens hetzelfde basisrecept met telkens een andere hopvariëteit. Met alle variëteiten worden jaarlijks opnieuw single-hopbieren gebrouwen. Buiten de 20 variëteiten die op voorhand gekozen werden, wordt er ook gebrouwen met andere nieuwe of bestaande variëteiten. Er wordt telkens 1000 liter gebrouwen volgens hetzelfde recept met toevoeging van telkens dezelfde hoeveelheid hop, zonder rekening te houden met de bitterwaarde. Tijdens het kookproces wordt 400 gram per hectoliter toegevoegd en tijdens de lagering nogmaals 400 gram per hectoliter (dry-hopping). De volgende variëteiten werden al gebruikt voor het produceren van de Single Hop Science-bieren:
- Belma
- Savinjski Golding
- Celeia
- Aurora
- Bobek
- Mandarina Bavaria
- Saphir
- Merkur
- Target
- East Kent Goldings
- Challenger